# Austria en los Juegos Olímpicos de Seúl 1988
Austria estuvo representada en los Juegos Olímpicos de Seúl 1988 por un total de 73 deportistas que compitieron en 17 deportes.  
El portador de la bandera en la ceremonia de apertura fue el regatista Hubert Raudaschl.

## Medallistas
El equipo olímpico austríaco obtuvo las siguientes medallas:
| Nombre             | Deporte | Competición |
| ------------------ | ------- | ----------- |
| Oro                |         |             |
| Peter Seisenbacher | Judo    | –86 kg M    |
| Plata              |         |             |
| —                  |         |             |
| Bronce             |         |             |
| —                  |         |             |